# تاتیانا ماریا
تاتیانا ماریا (انگلیسی: Tatjana Maria؛ زاده ۸ اوت ۱۹۸۷) یک تنیس‌باز اهل آلمان است.